# Dětkovice (Morávia do Sul)
Dětkovice é uma comuna checa localizada na região de Morávia do Sul, distrito de Vyškov.